# Der Staatsanwalt hat das Wort: Akte Zabel
Akte Zabel ist ein deutscher Kriminalfilm aus dem Jahr 1979. Er erschien als 61. Folge der Reihe Der Staatsanwalt hat das Wort. In den Hauptrollen sind Friedhelm Eberle und Ursula Karusseit zu sehen.

## Handlung
Achim und Regina Zabel sind seit über zwanzig Jahren verheiratet. Sie haben zwei Kinder, Peter und Katja, die wegen ihrer Berufsausbildung kurz nacheinander aus der elterlichen Wohnung ausziehen.
Die erste Zeit allein in der Wohnung verbringen Achim und Regina recht harmonisch. Doch nach einigen Monaten verändert sich die Stimmung im Hause Zabel plötzlich. Regina fühlt sich von ihrem Ehemann Achim vernachlässigt, da er ihrer Meinung nach nur noch seine Arbeit im Kopf habe und seinen Beruf an erster Stelle stehen sieht. Regina, die ebenfalls berufstätig ist, fühlt sich immer einsamer. Achim verändert sich ebenfalls, doch kann er mit Regina nicht über seine Gefühle sprechen. Er sucht Rat bei seiner Mutter Selma, die jedoch auch nicht weiß, was genau sie ihrem Sohn raten soll. Das angespannte Verhältnis zwischen Achim und Regina bleibt auch ihren Kindern bei Besuchen im Elternhaus nicht verborgen. Achim und Regina streiten sich immer öfters bis in die Nacht hinein, oftmals auch zum Leidwesen ihrer Nachbarin Frau Wünsch. Achim wiederum stellt fest, dass mit dem Auszug der beiden Kinder etwas weggebrochen ist, was sich so zwischen den beiden Eheleuten nicht mehr wiederherstellen lässt. Regina wiederum beginnt eine Affäre mit ihrem Kollegen Dieter Köhler. Beide treffen sich außerhalb der Arbeitszeit in verschiedenen Hotels unter falscher Angabe von Namen, um nicht aufzufliegen. Achim kommt jedoch nach einer Weile dahinter, dass seine Ehefrau ihn betrügt, da sie immer fadenscheinigere Ausreden für ihr zu spätes Auftauchen zu Hause hat. 
Als Regina eines Tages erst wieder sehr spät nach Hause kommt, stellt Achim sie zur Rede. Es kommt zu einem heftigen Streit zwischen den Eheleuten, in dessen Verlauf Regina ihren Ehemann Achim niederschlägt. Achim bleibt bewusstlos liegen. Regina bricht weinend zusammen, als ihr bewusst wird, was sie getan hat. Achim wird mit schweren Kopfverletzungen ins Krankenhaus gebracht und liegt zunächst im Koma. Als er wieder bei Bewusstsein ist, verlangt er sofort die Scheidung. Regina wird in Untersuchungshaft genommen. Beim zuständigen Staatsanwalt geht der Vorfall als Akte Zabel ein. Regina wird wenige Monate später wegen schwerer Körperverletzung zu einer mehrjährigen Haftstrafe verurteilt.

## Produktion und Veröffentlichung
Die Dreharbeiten zum Film fanden im Jahr 1978 statt. Der Kameramann Eckehart Rochner hatte noch zwei weitere Folgen der Serie gedreht.
Die Erstausstrahlung fand am 17. April 1979 im 1. Programm des DDR-Fernsehens statt. Nach der Wende wurde der Film mehrmals wiederholt, so auch im Hessischen Rundfunk oder im MDR Fernsehen.